# Christer von Rosen
Christer Daniel von Rosen, ursprungligen Daniel Hubert Christoffer von Rosen, född 3 december 1928 på Åkerö, Bettna församling, Södermanlands län, död 2015, var en svensk greve, målare, tecknare och grafiker. 
Han var son till konstnären Reinhold von Rosen, far till Astrid von Rosen och bror till balettdansösen Elsa-Marianne von Rosen. Christer von Rosen studerade vid Konstfackskolan, Konstakademien och Åke Pernbys målarskola. Han gjorde studieresor till flera länder i Europa.
Inom konsten ägnade han sig åt grafik, måleri och teckning. I sin konst ägnade han människan och hennes villkor stort intresse. Han hade en klassisk skolning i grafik, men kunde inte utnyttja den på senare år på grund av en ögonsjukdom. Influerad av surrealism och expressionism uppvisade han humor och satirförmåga. Han arbetade med mycket skiftande stilmedel.
Totalt omfattar Christer von Rosens grafiska produktion cirka 90 blad. Han gav även ut bilderböcker.
1989 tilldelades han Palmærpriset. I samband med detta arrangerades en utställning på Östergötlands länsmuseum. Christer von Rosen är representerad på Nationalmuseum, Moderna museet, Gripsholms porträttsamling, Norrköpings konstmuseum och Eskilstuna Konstmuseum.
Han var på senare år bosatt i Kisa.